# Melchior Tieleman
Melchior Gommar Tieleman (Lier, 8 juli 1784 - aldaar, 31 december 1864) was een Belgische kunstschilder en van 1829 tot 1864 de vierde directeur van de tekenacademie te Lier.

## Biografie
Tieleman werd in 1784 geboren in Lier. Na gestudeerd te hebben aan de tekenacademie aldaar, volgde hij een studie aan de kunstacademie van Antwerpen. Daar verwierf hij de status van primus alvorens in 1805 zich naar Parijs te begeven alwaar hij zich verder bekwaamde in het schildersvak onder Jacques Louis David. In 1810 stichtte hij in Hasselt een tekenschool. Van 1814 tot 1819 was hij hofschilder van Hannover. Hierna keerde hij terug naar Hasselt waar hij de functie van leraar weer opnam. In 1824 vertrok hij opnieuw naar Hannover, ditmaal voor een periode van vijf jaar. In 1829 keerde hij terug naar Lier om aldaar directeur van de kunstacademie te worden. Tieleman stierf in 1864.
Als schilder liet Melchior Gommar Tieleman neoclassicistische portretten na. Verder vervaardigde hij schilderijen met religieuze thema's, waarvan meerdere bewaard worden in kerken van Lier en omgeving. Zijn woning in Lier verkreeg in 1992 de status van beschermd erfgoed. Het betreft een diephuis van drie traveeën en twee bouwlagen onder een zadeldak uit de zeventiende eeuw.
Tieleman werd in 1859 benoemd tot ridder in de Leopoldorde.
- Gemeinsame Normdatei: 133489868
- International Standard Name Identifier: 0000 0000 6688 6116
- RKD-Nederlands Instituut voor Kunstgeschiedenis: 77425
- Union List of Artist Names: 500087189
- Virtual International Authority File: 67657444
- WorldCat: E39PBJqVTCyR6G4fRtypfM9qwC